# Våno

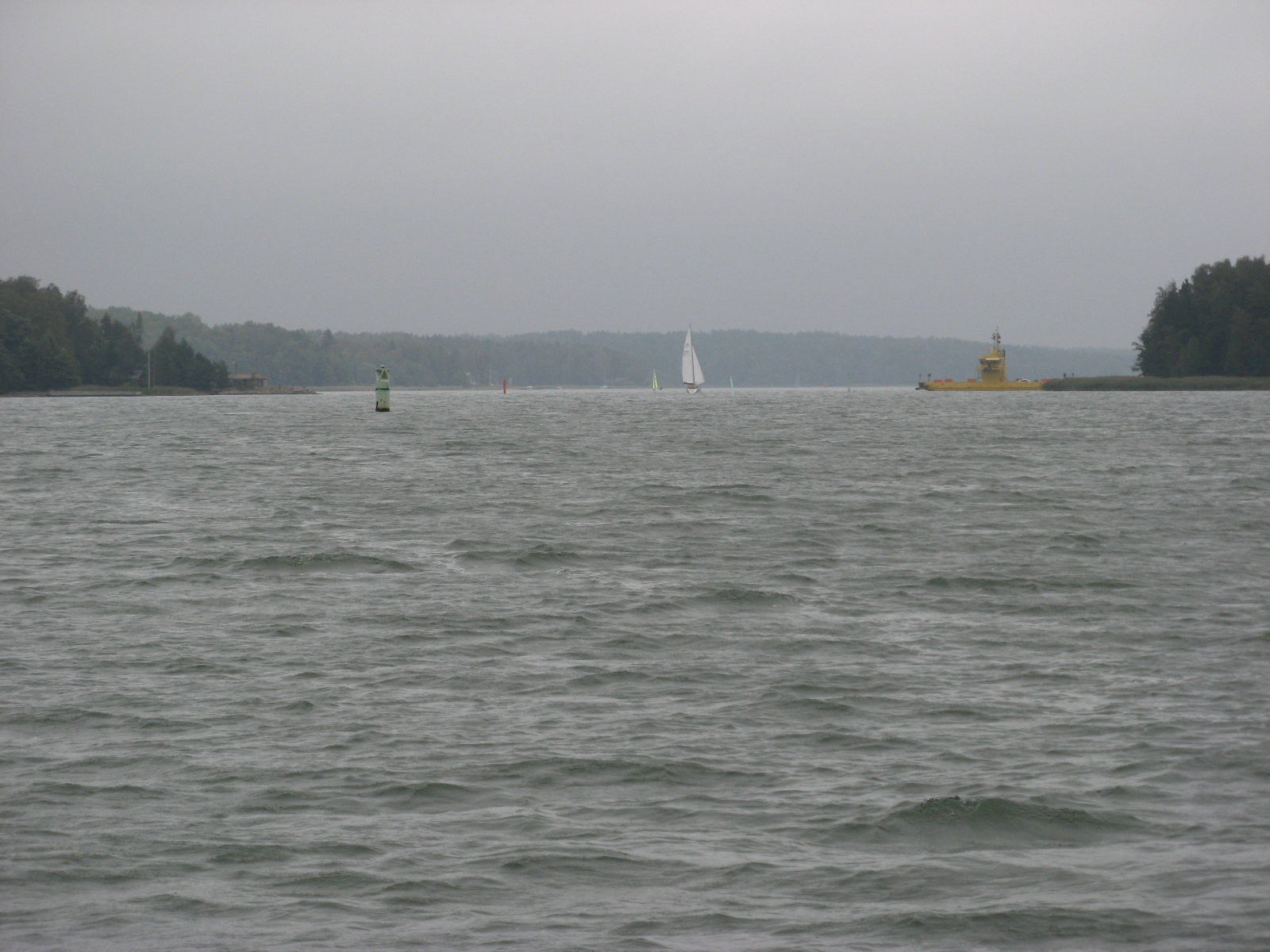
Våno sund sett från Lillmaran.

Våno är en by i Pargas, på ostsidan av Stortervolandet, ungefär 10 km från stadens centrum. Byns lågstadieskola lades ner på 2010-talet efter att fuktproblem konstaterats i byggnaden. Vägen från Sorpo, Attu och Mielisholm mot centrum går via Våno-färjan mellan Våno och Mielisholm. Farleden in till den tunga industrin vid stadens centrum (Malmnäs och Skräbböle) går genom Våno sund.
Våno skola byggdes 1902, med en tillbyggnad på 1950-talet ursprungligen använd som lärarbostad. Skolan hade innan nedläggningen fyrtio–femtio elever i årskurserna 1–6, uppdelade på tre klasser. Förutom klasslärarna hade skolan (läsåret 2010–2011) tillgång till två elevassistenter, en speciallärare, tre ämneslärare, skolkurator, skolpsykolog, skolhälsovårdare, köksa och vaktmästare. Elevunderlaget har varit stabilt och bedömdes fortsätta vara det. Närheten till havet och naturen uppfattades påverka skolarbetet positivt. Natur och Miljö beviljade skolan utmärkelsen Grön Flagg våren 2008 och skolan siktar på att få ”Hållbar Grön Flagg” våren 2011. Idag är Våno skola sammanfogad med Skräbböle skola p.g.a. nedläggningen. 
Pargas 4H-klubb ordnade byklubb i skolans utrymmen.
På Baknäs-berget, märkt som naturskyddsområdet i generalplanen, förekommer Apollofjäril. Området betraktas som ett värdefullt kulturlandskap och ett naturskönt sjölandskap.
Vånofärjan byggdes 1995 av Uudenkaupungin Työvene Oy och tar ungefär 21 personbilar. Färjpasset är 277m långt.